# Bon dia, món!
Bon dia, món! (originalment en francès, Bonjour le monde!) és una pel·lícula d'animació francesa dirigida per Anne-Lise Koehler i Éric Serre, estrenada el 2019.
Està basada en una sèrie d'animació el pilot de la qual va ser premiat al Festival de Cinema d'Animació d'Annecy l'any 2015. El llargmetratge es va presentar per primera vegada en aquest mateix festival durant l'edició del 2019. El 24 de setembre de 2021 es va estrenar el doblatge en català a les sales de cinema.

## Sinopsi
Fets amb paper maixé, els delicats titelles cobren vida en stop-motion, en uns escenaris de colors per explicar la vida de la fauna i la flora del camp i sensibilitzar als espectadors sobre la preservació de la natura i l'equilibri dels ecosistemes. Una obra on titelles, escultures, pintura i animació reinterpreten la natura.

## Repartiment
Veus originals:
- Kaycie Chase: el mussol banyut
- Boris Rehlinger: el cabussó emplomallat i el bitó comú
- Julien Crampon: el blauet comú
- Magalie Rosenweig: la tortuga d'estany
- Fily Keita: el nòctul petit
- Jérôme Pauwels: el castor europeu
- Brigitte Virtudes: la salamandra
- Josy Bernard: el lluç de riu
- Pierre-Alain de Garrigues: l'emperador blau
- Valérie Alane: la naturalesa
- Jean Chevallier: veus addicionals